# Vittorio Picelli
Vittorio Picelli (Parma, 1893 – Roma, 1979) è stato un sindacalista italiano come capo militare della Legione Proletaria Filippo Corridoni, formazione paramilitare antifascista.
Fattorino postale, promosse l'organizzazione sindacale della categoria sino a divenire dirigente.

## Biografia
Giovanissimo fu tra i fondatori del Fascio anticlericale "Francesco Ferrer" nel 1909: a causa di questa attività venne trasferito a Brescia, dove continuò la sua opera. Nell'agosto del 1914 a Parma si impegnò nella campagna interventista con molti dirigenti vicini al sindacalismo rivoluzionario. Combatté durante la prima guerra mondiale sul fronte francese e fu decorato con medaglia di bronzo. Nel dopoguerra assunse incarichi direttivi alla Camera del lavoro di Parma e nell'Unione Italiana del Lavoro. Partecipò nel 1922 alla difesa di Parma assieme al fratello Guido Picelli, come capo militare della Legione Proletaria Filippo Corridoni, in quanto il capo storico Alceste de Ambris in quei giorni si trovava a Parigi; gli altri due comandanti erano il fratello Guido, comandante in capo del direttorio degli Arditi del Popolo, e Antonio Cieri. Una volta affermatosi il fascismo entrò a far parte dell'associazione antifascista “Italia Libera” andando, poi, esule in Francia nel 1924.
A Parigi fu attivista nel gruppo sindacalista “Filippo Corridoni”, con Giuseppe Donati e altri fuoriusciti, e curò la pubblicazione del “Corriere degli Italiani”. Fu in contatto con Vittorio Ambrosini e Giuseppe Mingrino e con le loro attività di rottura all'interno del fronte antifascista. Fu fra gli aderenti alla "Lega italiana dei diritti e della concentrazione antifascista". Nel 1934 si avvicinò a Giustizia e Libertà e, a causa delle difficoltà economiche, nella primavera del 1935 si spostò in Belgio. Chiese per lettera a Benito Mussolini l'arruolamento nella guerra d'Etiopia e lo ottenne. Rientrato dall'Africa alla fine del 1936, con la famiglia si stabilì a Roma, dove ebbe incarichi nei sindacati fascisti e scrisse il libro "Il fante nella guerra nell'Africa Orientale".